# チキンマックナゲット

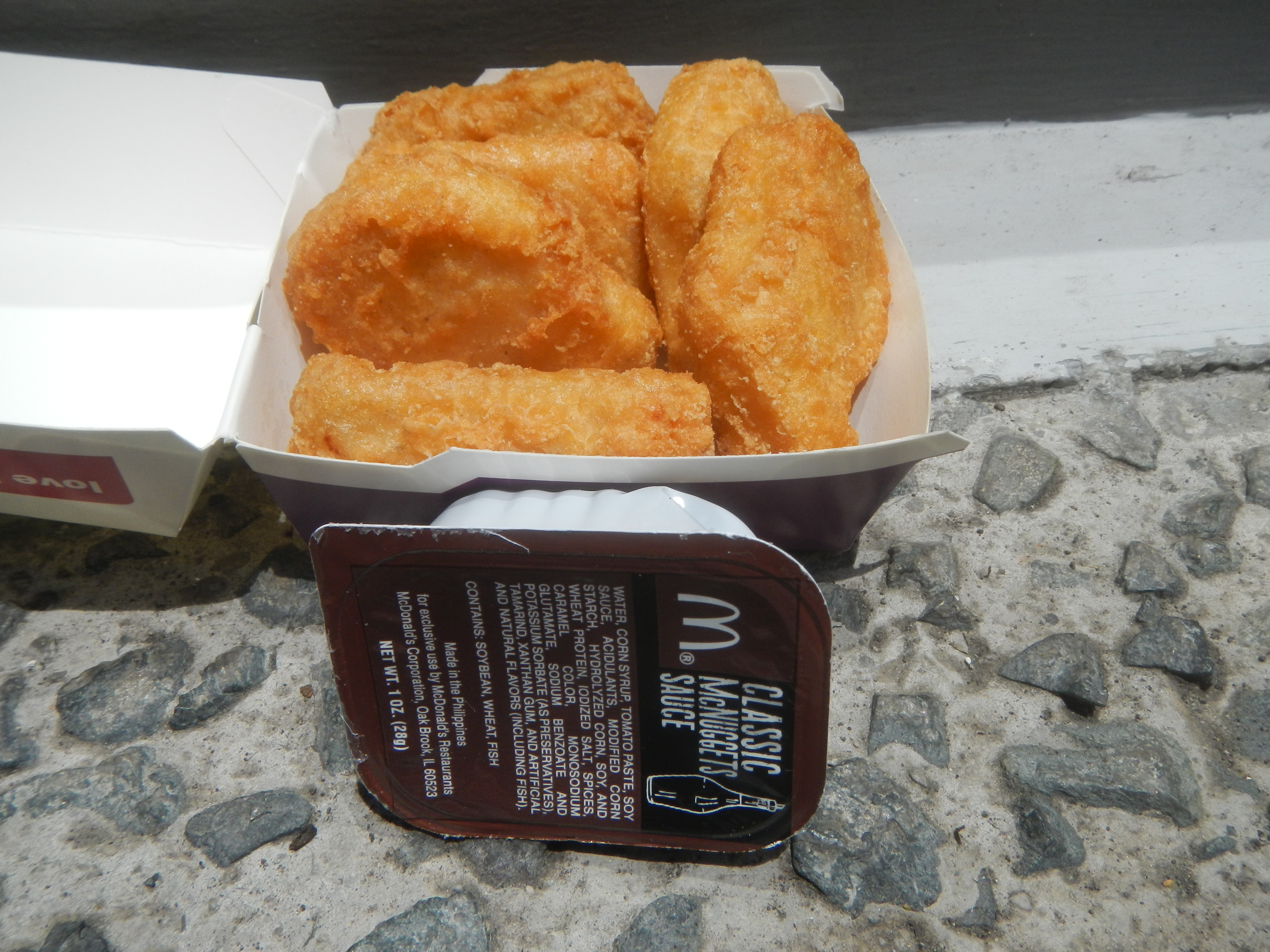
チキンマックナゲット

チキンマックナゲット（英: Chicken McNuggets）は、ファーストフードチェーンのマクドナルドが販売しているチキン・ナゲットである。

## 歴史
ルクセンブルク出身のアメリカ人で当時のマクドナルド製品開発エグゼクティブシェフのRene Arend（ルネ・アレン）が、日本の天ぷらを参考に「TEMPURA」粉を開発し、ナゲットに用いた。それは1979年のことだったが、大量生産の体制が整わず、1983年になってアメリカでチキンマックナゲットが発売された。
日本マクドナルドでは、翌1984年の2月（当初の名称はマックチキンナゲットで朝11時からの販売）に全国発売開始となった。同年の日経ヒット商品番付にもランクイン。人気を誇るサイドメニューで、日本での2011年の販売数は7億ピース（5ピース入り1億4,000万セット）以上だったという。
また、1988年6月にはマックフライポテトとを組合せた「ナゲッポ」が期間限定販売されたほか、2017年9月には同様のセット品が「ポテナゲ」という名称で「夜マック」向けサイドメニューとして発売された。
鶏のムネ肉とモモ肉、少量の鶏皮と調味料、衣にはミックス粉と前述の「TEMPURA」粉が用いられている。
ナゲットのピースの形（製造工場の型抜きの関係）は、Boot（ブーツ）・Ball（ボール）・Bell（ベル）・Bone（ボーン）の4種類が存在し、ランダムに入っている。
日本においては期間限定品として、夏向けの「スパイシーチキンマックナゲット」（2018年に初登場）、冬向けの「スパイシーチキンマックナゲット 黒胡椒ガーリック」（2022年に初登場）が存在する。また、過去にはえびナゲット2つとチキンマックナゲット3つをセットにした「えびチキ」も売られていた。
マクドナルドのナゲット商品には他に、1970年代の「オニオン・ナゲット」、2014年の日本での期間限定販売「豆腐しんじょナゲット」（しょうがソース）などがある。またナゲットと似た形状でありながらナゲットを称していなかった商品に「フィッシュマックディッパー」があった。

## 販売単位
以下は、2014年10月現在の情報。中国語圏は正式には単位が「塊」（繁体字: 塊、簡体字: 块）だが、ピースで統一する。
- 日本 - 5ピース入りと、2012年から発売された15ピース入りの「2通り」[4]。なお、1980年代には9個入りとファミリーパック16個入り[注 3]も販売されていた時期[注 4]があった。

- インド - 6ピース、9ピース、20ピースの「3通り」[* 6]。

- 中国 - 4ピース、5ピース、10ピースの「3通り」[* 7]。

- 台湾 - 4ピース、6ピース、9ピース、20ピースの「4通り」[* 8]。

- アメリカ - 4ピース、6ピース、10ピース、20ピース、40ピースの「5通り」[* 9]。これらの組合せにより、4, 6, 8…と、2の倍数単位での購入が可能となっている。

## ナゲットソース
購入時には、ナゲットソース（本体価格に込み）が付いてくる。ナゲットの表面の衣が凹凸状なのは、ソースを絡めやすくするために油で揚げる際に落下させ作っているという。
アメリカでは、「Creamy Ranch Sauce」「Sweet 'N Sour Sauce」「Hot Habanero Sauce †」「Honey」「Honey Mustard Sauce」「Tangy Barbeque Sauce」「Spicy Buffalo Sauce」が確認できる（2014年現在）。
日本
通常は、1984年当時から「バーベキューソース」（トマトペーストにミックススパイスと赤ワインビネガーをブレンド）と「マスタードソース」（フレンチマスタードとドレッシングをブレンド）の2種類。
発売当初は「スイート＆サワーソース（純情甘口）」と「ルイジアナホットソース（熱情辛口）」というソースもあったが、のちに「バーベキューソース」と「マスタードソース」の2つを軸に、期間限定ソースを展開する方針に切り替えられた。
当初は平たい小袋から搾り出す形式だったが、蓋をはがして（そのまま）器としても使えるタイプに移行した（本体のパッケージもスチロール製から紙製に変わった）。
| 名称                                 | 販売時期                                                                                            | 備考                                                                         |
| ------------------------------------ | --------------------------------------------------------------------------------------------------- | ---------------------------------------------------------------------------- |
| バーベキューソース                   | 1984年-                                                                                             | レギュラー                                                                   |
| マスタード                           | 1984年-                                                                                             | レギュラー                                                                   |
| スイート＆サワーソース               | 1984年(レギュラー) 2012年3月（期間限定）                                                            |                                                                              |
| ルイジアナホットソース               | 1984年(レギュラー) 2021年7月（期間限定）                                                            | 2021年の販売は創業50周年企画の一環である。                                   |
| 梅 （いまだけソース）                | 1985年                                                                                              |                                                                              |
| 黒麻婆ソース                         | 2020年6月                                                                                           |                                                                              |
| ハラペーニョチーズソース             | 2020年6月                                                                                           | 2002年1月にはハラペーニョ＆チーズソースとして登場している。                  |
| 16種のスパイスカレーソース           | 2024年7月                                                                                           |                                                                              |
| メキシカンチェダーチーズソース       | 2024年7月                                                                                           |                                                                              |
| タンドリーチキンソース               | 2023年4月                                                                                           |                                                                              |
| 焼きとうもろこし風ソース             | 2023年4月                                                                                           |                                                                              |
| 和風ソース                           | 1985年                                                                                              |                                                                              |
| 甘酢ソース（酸甜醤）                 | 1986年冬 https://web.archive.org/web/20141021004848/http://blogs.yahoo.co.jp/kattonn2/62045316.html | ハウワンペイ（幸運餅）との連動                                               |
| 胡麻ソース（香麻醤）                 | 1986年冬 https://web.archive.org/web/20141021004848/http://blogs.yahoo.co.jp/kattonn2/62045316.html | ハウワンペイ（幸運餅）との連動                                               |
| サワークリームオニオンソース         | 2010年12月 2013年1月 2024年6月                                                                      |                                                                              |
| クリーミーランチソース               | 2012年1月 2013年2月                                                                                 |                                                                              |
| スパイシーバッファローソース         | 2012年2月                                                                                           |                                                                              |
| バジルマヨソース                     | 2012年7月                                                                                           |                                                                              |
| レッドカレーソース                   | 2012年8月                                                                                           |                                                                              |
| 梅ソース                             | 2006年3月・2013年3月                                                                                |                                                                              |
| わさび風味ソース                     | 2013年5月                                                                                           | 2004年5月にフィッシュマックディッパーのソースとして登場している。            |
| フルーツカレーソース                 | 2013年6月                                                                                           |                                                                              |
| タルタルソース                       | 2013年8月 2018年2月                                                                                 | 2018年の展開は「チキンタルタ」に合わせて行われた。                           |
| トマト＆ハーブソース                 | 2014年4月                                                                                           |                                                                              |
| バジル＆チーズソース                 | 2014年5月                                                                                           | 2014 FIFAワールドカップに合わせて発売された                                  |
| ジャーマンカレーソース               | 2014年5月                                                                                           | 2014 FIFAワールドカップに合わせて発売された                                  |
| 東京レモンバジルマヨソース           | 2017年8月                                                                                           | 「マックなのか？マクドなのか？おいしさ対決！」キャンペーン                   |
| 大阪お好みマヨソース                 | 2017年8月                                                                                           | 「マックなのか？マクドなのか？おいしさ対決！」キャンペーン                   |
| 贅沢チーズフォンデュソース           | 2017年12月                                                                                          |                                                                              |
| 夢のオマールエビソース               | 2017年12月                                                                                          |                                                                              |
| オトナのわさびマヨソース             | 2017年4月                                                                                           | 「親子でナゲット」キャンペーン                                               |
| わんぱくてりやきマヨソース           | 2017年4月                                                                                           | 「親子でナゲット」キャンペーン                                               |
| しょうが醤油ソース                   | 2018年2月 2019年2月                                                                                 | チキンタツタの発売に合わせて展開                                             |
| うま辛チーズソース                   | 2019年2月                                                                                           | 「チキンタレタ」の発売に合わせて展開。                                       |
| スパイシーバターチキンカレーソース   | 2022年7月-9月                                                                                       |                                                                              |
| 旨塩しょうがソース                   | 2022年7月-9月                                                                                       |                                                                              |
| レモンタルタルソース                 | 2020年7月                                                                                           |                                                                              |
| アラビアータソース                   | 2020年7月                                                                                           |                                                                              |
| 伊勢海老と紅ズワイガニソース         | 2020年11月                                                                                          |                                                                              |
| トリュフ香るパルメザンチーズソース   | 2020年11月                                                                                          |                                                                              |
| たまり醤油ソース                     | 2021年7月                                                                                           | 創業50周年企画の一環として発売されたソースで、「和風ソース」を基にしている。 |
| ロブスター&トマトクリームソース      | 2021年11月                                                                                          |                                                                              |
| コク旨ステーキソースソース           | 2021年11月                                                                                          |                                                                              |
| にんにく醤油マヨソース               | 2022年1月                                                                                           |                                                                              |
| 燻製風チーズソース                   | 2022年1月                                                                                           |                                                                              |
| レモンペッパーソース                 | 2022年4月                                                                                           |                                                                              |
| トマト&ハラペーニョソース            | 2022年4月                                                                                           |                                                                              |
| 爽快レモンタルタルソース             | 2022年6月                                                                                           | 「スパイシーチキンマックナゲット」に合わせて展開                             |
| 3種の唐辛子ソース                    | 2022年6月                                                                                           | 「スパイシーチキンマックナゲット」に合わせて展開                             |
| 紅ズワイガニのグラタン風ソース       | 2022年12月                                                                                          |                                                                              |
| ガーリックバターステーキソース       | 2022年12月                                                                                          |                                                                              |
| コク旨黒にんにくソース               | 2023年1月                                                                                           | 「スパイシーチキンマックナゲット 黒胡椒ガーリック」に合わせて展開            |
| やみつき旨辛チーズ                   | 2023年1月                                                                                           | 「スパイシーチキンマックナゲット 黒胡椒ガーリック」に合わせて展開            |
| サワークリームレモンソース           | 2023年1月                                                                                           | 「スパイシーチキンマックナゲット」に合わせて展開                             |
| ガーリックハバネロソース             | 2023年1月                                                                                           | 「スパイシーチキンマックナゲット」に合わせて展開                             |
| 柚子胡椒マヨソース                   | 2023年9月                                                                                           | 「月見ファミリー」の一環として発売。                                         |
| 伊勢海老風味バターソース             | 2023年11月                                                                                          |                                                                              |
| 黒トリュフ風味のステーキソース       | 2023年11月                                                                                          |                                                                              |
| 焦がしにんにく醬油ソース             | 2024年1月                                                                                           | 「スパイシーチキンマックナゲット」に合わせて展開                             |
| カマンベール＆パルメザンチーズソース | 2024年1月                                                                                           | 「スパイシーチキンマックナゲット」に合わせて展開                             |
| たこ焼き風マヨソース                 | 2024年4月                                                                                           |                                                                              |
| レモン＆ハラペーニョタルタルソース   | 2024年4月                                                                                           |                                                                              |
| トリプルスパイシーソース             | 2024年6月                                                                                           |                                                                              |
| コク旨ガーリックビーフステーキソース | 2024年11月～12月                                                                                    |                                                                              |
| ホタテのクラムチャウダー風ソース     | 2024年11月～12月                                                                                    |                                                                              |
| ホットイタリアンソース               | |                                                                              |
| コチュジャンソース                   | |                                                                              |